# Morpho semiguaraunos
Morpho semiguaraunos är en fjärilsart som beskrevs av Le Moult 1933. Morpho semiguaraunos ingår i släktet Morpho och familjen praktfjärilar. Inga underarter finns listade i Catalogue of Life.